# Glee: The Music, Volume 4
Glee: The Music, Volume 4 er den femte soundtrack-album af castet bag den musikalske tv-serie Glee, som vises på Fox i USA. Den blev udgivet den 26. november 2010 ved Columbia Records, og har coverversion fra forestillinger fra den første halvdel af den anden sæson. Den executive produktion blev varetaget af Dante Di Loreto og Brad Falchuk og alle spor blev udgivet som singler. Det blev nomineret til en Grammy Award (2011) i den bedste Best Compilation Soundtrack for Visual Media kategori.

## Baggrund
Albummets numre udgør sange fra otte af de ni første episoder af sæsonen, den femte episode, "The Rocky Horror Glee Show", fik sin egen Extended Play i oktober 2010, Glee: The Music, The Rocky Horror Glee Show. Tracklisten for Glee: The Music, Volume 4 blev afsløret den 3. november 2010, efterfulgt af den officielle pressemeddelelse den 9. november 2010. Albummet blev efterfølger til Glee: The Music, The Christmas Album den 16. november 2010, der følger en senere juleepisode. Skuespillerinde Gwyneth Paltrow var gæstemedvirkenden på en episode hvor hun udfører "Forget You", den censurerede version af Cee Lo Green's single " Fuck You " fra 2010 som vises på albummet.

## Modtagelse
| Kilde                | Rating | Ref.  |
| -------------------- | ------ | ----- |
| Allmusic             | ***--  | [ 7 ] |
| Entertainment Weekly | (A-)   | [ 8 ] |

Seriens coverversioner modtog blandede anmeldelser i hele sæsonen. MTV News følte at "Empire State of Mind" manglede tyngde og The Washington Post mente, at de "måske prøvede alt for hårdt". Sidstnævnte mener dog, at sangen "Billionaire" er den bedste performance af episoden. Kevin McHale's version af Britney Spears' "Stronger" og Lea Michele's version af Paramore's "The Only Exception" blev rost af kritikere, hvor Entertainment Weekly roste sjælfulde dækning af sangen og Rolling Stone kalder den sidstnævnte "pragtfuld og følsom". på "Me Against the Music", blev Naya Rivera's vokal mødt positivt, mens Heather Morris blev beskrevet som "ikke en fremragende sanger". .] Fortolkningen af "I Wanna Hold Your Hand" blev modtaget med blandet kritik, fra Daily News får Chris Colfer's vokale præstationer negative anmeldelser og The A.V. Club kalder det "en af hans bedste præstationer på showet". Både The Wall Street Journal og Zap2it roste vokalerne på duetterne "River Deep, Mountain High" og "Lucky". Den vokale arrangement på " Marry You" var godt modtaget af Rolling Stone, men det næste nummer "Sway" blev anset lavere end Michael Bublé's cover.
Alicia Keys og Travie McCoy var to af mange kunstnere, der er godkendte brugen af deres respektive sange. Den sidstnævnte kaldet brugen af "Empire State of Mind" "amazing". Den sociale networking site Twitter blev flittigt brugt til at ros. Spears var imponeret over coverversionerne af "Stronger" og "Toxic"og Paramore's Hayley Williams roste Micheles vokal på "The Only Exception". Derudover brugte Katy Perry stedet til at rose a cappella udgaven af "Teenage Dream" , som har gæstestjerne Darren Criss som forsanger . Til MTV News udtrykte Green smiger over, at Paltrow sang hans sang.

## Ydeevne på hitlisterne
Glee: The Music, Volume 4 debuterede som nummer fem på Billboard 200 og nummer to på Billboard Soundtracks hitlisten med et salg på 128.000 eksemplarer i USA. Den debuterede den samme uge på den canadiske albumhitliste som nummer seks. På den australske Single hitliste gjorde albummet sin debut den 6. december 2010 som nummer tre og er blevet certificeret guld for 35.000 enheder. I New Zealand debuterede albummet som nummer ti.

## Singler
Alle spor er udgivet som singler, til rådighed for digital download i hele sæsonens sendetid fra september til november 2010. Alle singler, undtagen "Sway" har været på både Billboard Hot 100 og den canadiske Hot 100, den højeste rangerende af disse på hitlisterne var versionen af "Teenage Dream" som henholdsvis nummer otte og ti. Singlen solgt 55.000 eksemplarer på sin første dag, og slog salgsrekorden i første uge med 177.000, som tidligere tilhørte debutsingle "Don't Stop Believin'" , med 214.000 solgte eksemplarer i USA. I Canada blev 13.000 eksemplarer solgt. "Teenage Dream" overgik "Toxic", der toppede som nummer seksten i USA og femten i Canada. Den solgte 109.000 eksemplarer i USA og på det tidspunkt, var den castets næsthøjeste hitlistepost på Billboard Hot 100, sammen med " Total Eclipse af the Heart ". I andre lande var den mest effektive af singlerne "Billionaire", som lå som nummer femten i Irland, og "Empire State of Mind" som nummer 20 i Australien. "Empire State of Mind" markerede det højeste første-dag-salg af en af Glees sang på det tidspunkt med 106.000 downloads i USA i ugen efter dens udgivelse.
Rekorden for flest optrædener af en gruppe på Billboard Hot 100, der tilhørte tidligere The Beatles, blev brudt, da seks sange debuterede på hitlisten den 16. oktober 2010. Denne bedrift også lagt castet bag Glee som tredje bedste blandt alle kunstnere, efter James Brown og Elvis Presley. Fire sange debuterede den 18. november 2010, som skubbede antallet af optrædener op til 93, overgår Browns optrædener, som dermed kommer på en andenplads.

## Spor
| Nr. | Titel                                    | Forfatter (e) | Original artist                                  | Længde |
| --- | ---------------------------------------- | --- | ------------------------------------------------ | ------ |
| 1.  | "Empire State of Mind"                   | Shawn Carter, Angela Hunte, Burt Keyes, Alicia Keys, Sylvia Robinson, Janet Andrea Sewell, Alexander William Shuckburgh | Jay-Z featuring Alicia Keys                      | 4:39   |
| 2.  | "Billionaire"                            | Travie McCoy, Peter Hernandez, Philip Lawrence, Ari Levine                                                              | Travie McCoy featuring Bruno Mars                | 3:32   |
| 2.  | "Me Against the Music"                   | Madonna Ciccone, Christopher Stewart, Terius Nash, Thabiso Nkhereanye, Penelope Magnet, Gary O'Brien, Britney Spears    | Britney Spears featuring Madonna                 | 3:46   |
| 4.  | "Stronger"                               | Max Martin, Rami Yacoub                                                                                                 | Britney Spears                                   | 3:25   |
| 5.  | "Toxic"                                  | Henrik Jonback, Christian Karlsson, Pontus Winnberg, Cathy Dennis                                                       | Britney Spears                                   | 3:26   |
| 6.  | "The Only Exception"                     | Hayley Williams, Josh Farro                                                                                             | Paramore                                         | 4:28   |
| 7.  | "I Want to Hold Your Hand"               | Lennon–McCartney | T. V. Carpio i musicalfilmen Across the Universe | 2:38   |
| 8.  | "One of Us"                              | Eric Bazilian | Joan Osborne                                     | 4:02   |
| 9.  | "River Deep, Mountain High"              | Ellie Greenwich, Jeff Barry, Phil Spector                                                                               | Ike & Tina Turner                                | 3:34   |
| 10. | "Lucky"                                  | Jason Mraz, Colbie Caillat, Timothy Fagan                                                                               | Jason Mraz og Colbie Caillat                     | 3:09   |
| 11. | "One Love (People Get Ready)"            | Bob Marley | Bob Marley & The Wailers                         | 2:36   |
| 12. | "Teenage Dream"                          | Lukasz Gottwald, Katy Perry, Max Martin, Benjamin Levin, Bonnie McKee                                                   | Katy Perry                                       | 3:41   |
| 13. | "Forget You" (featuring Gwyneth Paltrow) | Lawrence, Hernandez, Levine, Brown, Callaway                                                                            | Cee Lo Green                                     | 3:42   |
| 14. | "Marry You"                              | Ari Levine, Bruno Mars, Philip Lawrence                                                                                 | Bruno Mars                                       | 3:46   |
| 15. | "Sway"                                   | Pablo Beltrán Ruiz | Pablo Beltrán Ruiz som "Quién será"              | 3:09   |
| 16. | "Just the Way You Are"                   | Khari Cain, Philip Lawrence, Ari Levine, Bruno Mars, Khalil Walton                                                      | Bruno Mars                                       | 3:37   |
| 17. | "Valerie"                                | The Zutons | Mark Ronson featuring Amy Winehouse              | 3:35   |
| 18. | "(I've Had) The Time of My Life"         | BB SAMMI | Bill Medley og Jennifer Warnes                   | 5:09   |

## Personale
| - Dianna Agron – vokal - Adam Anders – arranger, digital editing, lydtekniker, producer, soundtrack producer, vocal arrangement, vocals - Alex Anders – digital editing, lydtekniker - Nikki Anders – vokal - Peer Åström – arranger, lydtekniker, Audio mixing, producer - Kala Balch – vokal - Colin Benward – vocals - Dave Bett – art direction - PJ Bloom – musik supervisor - Ed Boyer – arrangør, lydtekniker, vokal arrangement - Ravaughn Brown – vokal - Geoff Bywater – executive in charge of music - Sam Cantor – baggrundsvokal - Josh Cheuse – art direction - Deyder Cintron – lydteknikerassistent, digital editing - Chris Colfer – vokal - Kamari Copeland – vokal - Darren Criss – vokal - Tim Davis – vokal arrangement, vokal contractor, vokal - Dante Di Loreto – soundtrack executive producer - Brad Falchuk – soundtrack executive producer - Tommy Faragher – producer - Conor Flynn – baggrundsvokal - Michael Grant – baggrundsvokal - Heather Guibert – koordination - Missi Hale – vokal - Jon Hall – vokal - Samantha Jade – vokal - Tobias Kampe-Flygare – lydteknikerassistent - Charlie Kramsky – lydteknikerassistent - John Kwon – baggrundsvokal - Storm Lee – vokal - David Loucks – vokal | - Meaghan Lyons – Koordination - Cailin Mackenzie – baggrundsvokal - Dominick Maita – Audio mastering - Kent McCann – baggrundsvokal - Kevin McHale – vokal - Lea Michele – vokal - Cory Monteith – vokal - Heather Morris – vokal - Matthew Morrison – vokal - Eric Morrissey – baggrundsvokal - Ryan Murphy – producer, soundtrack producer - Jeanette Olsson – vokal - Chord Overstreet – vokal - Martin Persson – arrangør, Programmering - Stefan Persson – horn arrangement - Zac Poor – vokal - Evan Powell – baggrundsvokal - Nicole Ray – production koordination - Amber Riley – vokal - Naya Rivera – vokal - Penn Rosen – baggrundsvokal - Mark Salling – vokal - Drew Ryan Scott – vokal - Eli Seidman – baggrundsvokal - Onitsha Shaw – vokal - Jenny Sinclair – koordination - Bryan Smith – lydtekniker, mixing - Robert Smith – lydtekniker - Sally Stevens – arrangør, vocal contractor - Jack Thomas – baggrundsvokal - Kerstin Thörn – stryger arrangement - Jenna Ushkowitz – vokal - Windy Wagner – vokal |

## Hitlister
| Hitliste (2010)         | Topk position |
| ----------------------- | ------------- |
| Australian Albums Chart | 3             |
| Canadian Albums Chart   | 6             |
| Irish Albums Chart      | 12            |
| USA Billboard 200       | 5             |

| Hitliste (2011)                  | Top position |
| -------------------------------- | ------------ |
| Belgian Albums Chart (Flandern)  | 61           |
| Belgian Albums Chart (Vallonien) | 91           |
| Dutch Albums Chart               | 24           |
| Mexican Albums Chart             | 8            |
| New Zealand Albums Chart         | 7            |
| Portuguese Albums Chart          | 26           |
| Spanish Albums Chart             | 86           |
| UK Albums Chart                  | 4            |

| Hitliste (2012)     | Top position |
| ------------------- | ------------ |
| French Albums Chart | 126          |

### Årlig hitlister
| Hitliste (2011)       | Position |
| --------------------- | -------- |
| Canadian Albums Chart | 25       |
| Mexican Albums Chart  | 86       |

### Certifikationer
| Region               | Certification |
| -------------------- | ------------- |
| Australia (ARIA)     | Platin        |
| Irland (IRMA)        | Guld          |
| New Zealand (RIANZ)  | Guld          |
| Storbritannien (BPI) | Guld          |
| USA (RIAA)           | Guld          |

## Udgivelser
| Land           | Udgivelsesdato    | Format(er)           |
| -------------- | ----------------- | -------------------- |
| Australien     | 26. November 2010 | CD, Digital download |
| Canada         | 30. november 2010 | CD, digital download |
| Tyskland       | 30. november 2010 | CD                   |
| USA            | 30. november 2010 | CD, digital download |
| Storbritannien | 21. februar 2011  | Digital download     |
| Taiwan         | 29. marts 2011    | CD                   |
| Italien        | 11. oktober 2011  | CD, digital download |